# 滋賀県立彦根西高等学校
滋賀県立彦根西高等学校（しがけんりつ ひこねにしこうとうがっこう）とは、滋賀県彦根市芹川町にかつてあった公立の高等学校。

## 設置学科
- 普通科
- 家庭科学科・デザイン情報コース
- 家庭科学科・食物調理コース

## 歴史
- 1886年（明治19年） - 私立淡海女学校の前身が開校
- 1887年（明治20年） - 私立淡海女学校開校
- 1891年（明治24年） - 彦根町立彦根女学校と改称
- 1895年（明治28年） - 彦根町立高等女学校と改称
- 1902年（明治35年） - 滋賀県県立彦根高等女学校と改称
- 1908年（明治41年） - 滋賀県立彦根高等女学校と改称
- 1910年（明治43年） - 現在地に校舎新築移転
- 1948年（昭和23年） - 学制改革により滋賀県立彦根高等女学校を廃校、滋賀県立彦根西高等学校設置
- 1949年（昭和24年） - 滋賀県立彦根東高等学校、滋賀県立彦根南高等学校と統合し、滋賀県立彦根高等学校西校舎と改称
- 1952年（昭和27年） - 滋賀県立彦根西高等学校設置（商業課程・家庭課程）
- 1963年（昭和38年） - 商業科・家政科を設置
- 1974年（昭和49年） - 普通科を設置、商業科を廃止
- 1986年（昭和61年） - 創立100周年
- 1991年（平成3年） - 家政科を家庭科学科と改称
- 2016年（平成28年）4月 - 滋賀県立高等学校再編計画により滋賀県立彦根翔陽高等学校と統合され、滋賀県立彦根翔西館高等学校が開校[1]。彦根西高等学校は彦根市池州町から彦根翔西館高等学校の場所へ移転。従前からの在校生は彦根西高等学校にそのまま在籍する[2]。
- 2018年（平成30年）3月 - 閉校式[3]。

## 校風
- 生徒の男女比の割合は女生徒の方が高い。
- 部活動は大変盛んである。特に「家庭科クラブ」や「茶道部」、「華道部」などといった文化系の部の活動が盛んである。
- 服装に対してや身だしなみについての指導が大変細やかではあるが、個性の尊重を生かした気品のある指導をしている。

## 教育内容
- 普通科は、少人数制授業による基礎学力の定着を念頭に置いた普通教育を行う。2年次から理系・文系コースに分かれる。
- 家庭科学科は、1年次に基本的な家庭科教育・普通教育を行い、2年次から専門的なデザイン情報コース・食物調理コースに別れ、実習やコンクールへの参加や資格検定取得を目指す。様々な資格取得が可能。
- 高校生ことのは達人コンテストにて成績を収めている。
- 毎年1月には授業時間内に漢字能力検定が実施され、1，2年生が受験することとなっている。

## 学園祭
- 体育祭は7月中頃に行われる。1年生から3年生までが各分団に別れ「分団対抗リレー」、「応援合戦」、「棒引き」「綱引き」などの競技を行う。3年生は各分団のリーダーとして6月頃から歌や音楽の選定などの準備に入り、7月上旬に行われる期末テスト終了後から本格的に各分団を組織し1年生や2年生への指導を始める。
- 文化祭は、9月頃に行われる。7月に文化祭部門別講習会が開かれ、8月の夏休み期間中から各クラスでステージ発表、模擬店、クラス展示などの準備を行う。2日間にわたり文化部の発表、ダンス演技、ファッションショーなど様々な催しが開かれる。

## 進路
- 主に京都・大阪など関西圏の国立、私立大学・短期大学、専門学校、看護学校に60%の生徒が進学する。
- 20%の生徒は高等学校で取得した資格を元に幅広い企業などに就職する。

## 著名な出身者
- 前田清子（元五個荘町長）
- 岡村直人（歌手）
- 後藤勝彦（陸上競技選手）
- 黒田征太郎（イラストレーター）